# Beat Feuz
Beat Feuz (født 11. februar 1987) er en schweizisk alpin skiløber.
Ved junior-VM i alpint 2005 tog han bronze i slalom. Ved junior-VM i alpint 2007 vandt han styrtløb, super-G og alpin kombination , og han kom på tredjepladsen i alpint skiløb. Han vandt sit første World Cup styrtløb i Kvitfjell Alpinanlæg den 11. marts 2011. I 2015 World Cup i Beaver Creek blev han nummer tre i styrtløb.
Ved VM 2017 i St. Moritz tog han guld ned ad bakke og blev nummer tolv i super-G.
Han tog sølv i super-G og bronze i styrtløb ved vinter-OL 2018 i Pyeongchang.
Han vandt styrtløbscuppen i sæsonen 2017/18 efter at have vundet tre løb, inklusive styrtløbet under Lauberhorn-løbene i Wengen.
Han vandt styrtløbscuppen i sæsonen 2018/19 efter seks podiepladser, deraf en sejr.
I 2021 vandt han styrtløb under Hahnenkamm-løbene i Kitzbühel, både det ordinære løb og et ekstraløb, der blev arrangeret, fordi løbet i Wengen blev aflyst. Han vandt styrtløb i Kirzbühel, også i 2022.
Han blev olympisk mester i styrtløb ved vinter-OL 2022 i Beijing.